# هنري إل. ميتشيل
هنري إل. ميتشيل (بالإنجليزية: Henry L. Mitchell)‏ هو محامي وقاضي أمريكي، ولد في 3 سبتمبر 1831 في برمنغهام في الولايات المتحدة، وتوفي في 14 أكتوبر 1903 في تامبا في الولايات المتحدة.